# Малахово-Слободское сельское поселение
Малахово-Слободское се́льское поселе́ние — муниципальное образование в Троснянском районе Орловской области Российской Федерации.
Административный центр — посёлок Красноармейский.

## История
Статус и границы сельского поселения установлены Законом Орловской области от 19 ноября 2004 года № 444-ОЗ «О статусе, границах и административных центрах муниципальных образований на территории Троснянского района Орловской области».

## Население
| 2010 | 2012 | 2013 | 2014 | 2015 | 2016 | 2017 |
| ---- | ---- | ---- | ---- | ---- | ---- | ---- |
| 1004 | ↘959 | ↘943 | ↘922 | ↘887 | ↘852 | ↘836 |
| 2018 | 2019 | 2020 | 2021 | 2023 |      |      |
| ↘814 | ↘786 | ↘775 | ↘492 | ↘463 |      |      |

## Состав сельского поселения
| № | Населённый пункт | Тип населённого пункта          | Население |
| - | ---------------- | ------------------------------- | --------- |
| 1 | Ветренка         | деревня                         | 45        |
| 2 | Крапивка         | деревня                         | 15        |
| 3 | Красноармейский  | посёлок, административный центр | ↘350      |
| 4 | Лопухинка        | деревня                         | 39        |
| 5 | Малахова Слобода | село                            | 32        |
| 6 | Павлово          | деревня                         | 35        |
| 7 | Свапские Дворы   | деревня                         | 26        |
| 8 | Турьи            | село                            | ↘90       |
| 9 | Чермошное        | деревня                         | ↘372      |